# Ачехский конфликт
Мяте́ж в Аче́хе (индон. Pemberontakan di Aceh) в 1976 году подняло движение «Свободный Ачех» с целью получения независимости от Индонезии. в период с 1976.  Разрушения, вызванные землетрясением в Индийском океане в 2004 году привели к мирному соглашению и положили конец конфликту в 2005 году.

## Причины
Исторически существует культурное и религиозное разделение между провинцией Ачех и остальной территорией Индонезии. Здесь практикуются более консервативные формы ислама, в отличие от остальной индонезийской территории. Наиболее светские политики Нового Режима Мухаммеда Сухарто (1965—1998) были особенно непопулярны в провинции Ачех, где многие возмущались политикой центрального правительства, направленной на создание единой «Индонезийской культуры». Основные угрозы ачехской культуре и религии исходили от центрального индонезийского правительства и от роста численности яванских мигрантов. Неравномерное распределение доходов от природных ресурсов Ачеха также вызывало недовольство местных жителей.

## Ход событий
В декабре 1976 года Хасан Тиро объявил о создании движения «Свободный Ачех», основанного на идеях исламского возрождения и исламской идентичности ачехцев и выступавшего за независимость Ачеха.
Начался конфликт между сепаратистами и властями Индонезии, который обострился к концу 1980-х годов. С 1990 по 1998 год во всех провинции Ачех действовал режим «территории военной операции». Индонезийская армия оказалась вовлечена в похищения людей, пытки, рэкет и рейдерские захваты компаний, что способствовало росту симпатий к сепаратистам.
Падение авторитарного режима Сухарто в 1998 году не изменило ситуацию. В ноябре 1999 года, после референдума о независимости в Восточном Тиморе, в городе Банда-Ачех прошли демонстрации с требованием также провести референдум о независимости Ачеха, в них участвовало около миллиона человек (из почти 4-миллионного населения провинции).
Отказ властей Индонезии провести референдум о независимости и нежелание повстанцев обсуждать иные варианты привели к провалу переговоров и дальнейшей эскалации конфликта вплоть до объявления военного положения, длившегося с 19 мая 2003 года по 13 мая 2004 года.
Смягчению позиции сепаратистов способствовало разрушительное землетрясение и цунами 26 декабря 2004 года, после которых Ачеху срочно потребовалась помощь. 15 августа 2005 года в Хельсинки был подписан меморандум о взаимопонимании между властями Индонезии и движением «Свободный Ачех», что стало окончанием конфликта. Из провинции были выведены «неорганические» войска, то есть все войска кроме традиционно присутствующих на региональном уровне сил, после чего число расквартированных в Ачехе индонезийских войск снизилось до 25 тысяч солдат.